# Centre d'Esports Manresa
El Centre d'Esports Manresa és el club de futbol més destacat de la ciutat de Manresa.

## Història

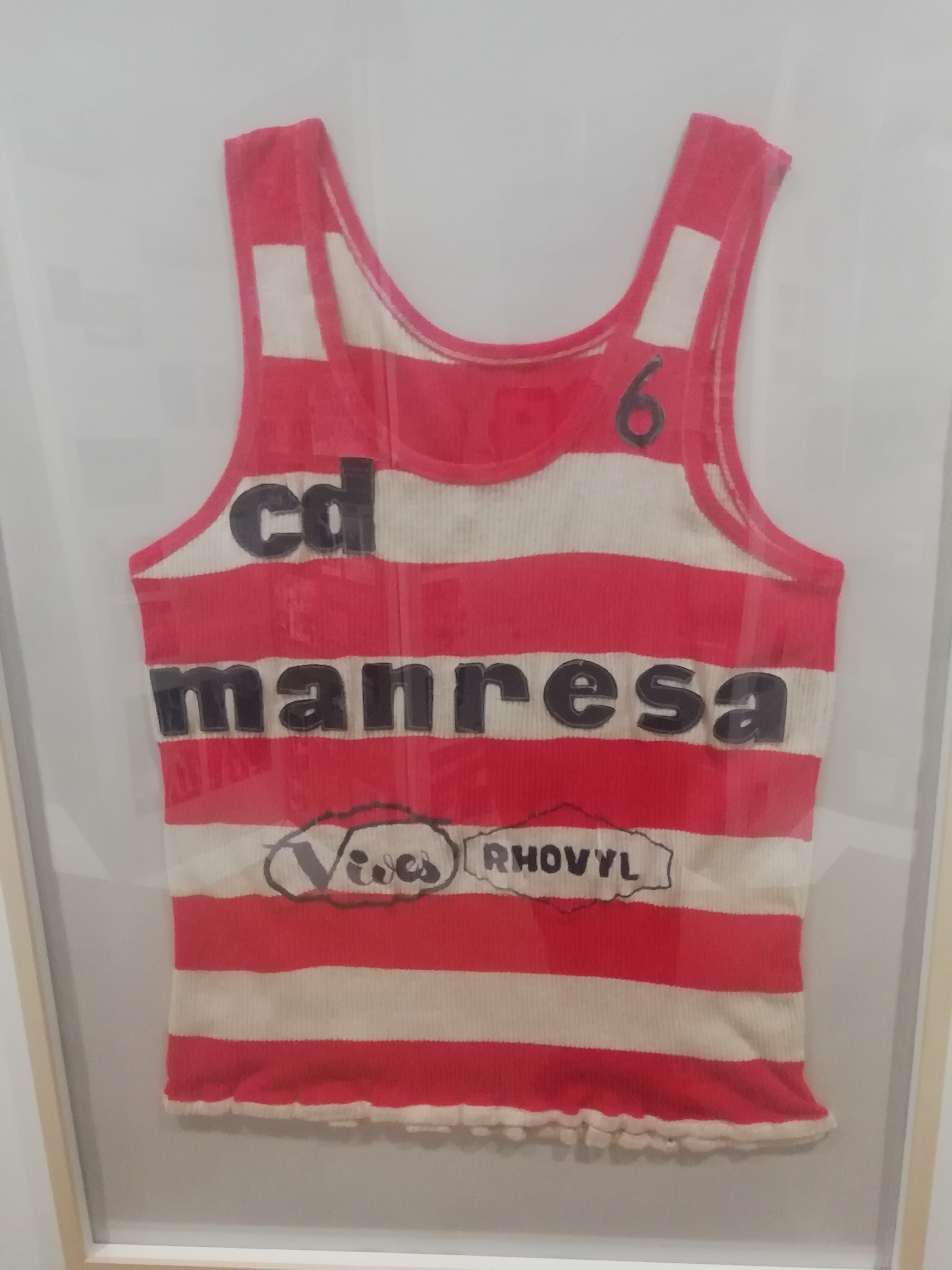
Samarreta de la secció de basquetbol.

Va ser l'any 1906 quan es creà el primer club de la ciutat, el Manresa Football Club, que es va ingressar a la Federació Catalana l'any següent. Els primers campionats disputats pel club foren torneigs locals, com la Copa Blanchart, que guanyà el 1914. El 1909 es fundà el Catalònia Esports Club. Ambdues entitats es fusionaren el 16 d'abril de 1916, naixent l'actual Centre d'Esports Manresa. L'any 1920 el club comença a disputar competicions oficials, integrat a la segona categoria del Campionat de Catalunya. El 1925 fou un gran any. Fou campió provincial de segona categoria, campió de Catalunya de segona categoria i s'aconseguí pujar a la primera categoria catalana, on romangué fins al 1930. El 16 de maig de 1943 debutà al club Estanislau Basora, el millor jugador que ha militat mai al club i que el 1946 fou traspassat al Futbol Club Barcelona.
El 1950 es produeix el primer ascens a Tercera Divisió, categoria en la que és un habitual. En aquesta primera etapa hi restà 18 temporades consecutives, destacant la primera posició la temporada 1955-56, i arribant a disputar cinc fases de promoció d'ascens a Segona Divisió (1955, 1956, 1957, 1960, 1961). El 14 d'abril de 1976 els jugadors del Centre d'Esports Manresa fan la primera vaga a la història del futbol espanyol. El club entra en crisi que el portarà a baixar a Regional Preferent el mateix any i a Primera Regional el 1979. L'equip recupera posteriorment la categoria de Tercera Divisió, a la que, fins al 2008 ha militat 38 vegades. Tanmateix, a partir de la temporada 2007-08 l'equip comença una nova davallada que el porta a competir aquesta present temporada 2009-10 a la Regional Preferent; compartint ja el mèrit de ser l'equip bagenc a la categoria més alta del futbol amb el CE Sant Feliu Sasserra.
Fou un club poliesportiu, creant seccions d'atletisme (Centre Atlètic Manresa, 1935, que s'independitzà el 1955), tennis (1936-1940), bàsquet (1940-1979, que s'independitzà, esdevenint l'actual Bàsquet Manresa) i handbol (1944). El dia 29 de desembre de 1999 es constituí la Fundació del Centre d'Esports Manresa, F.P., amb els objectius del foment, promoció i pràctica del futbol manresà.

## Palmarès
- Copa Generalitat:
  - 1985, 1986
  - 1984 (subcampió)
- Tercera Divisió:
  - 1955-56

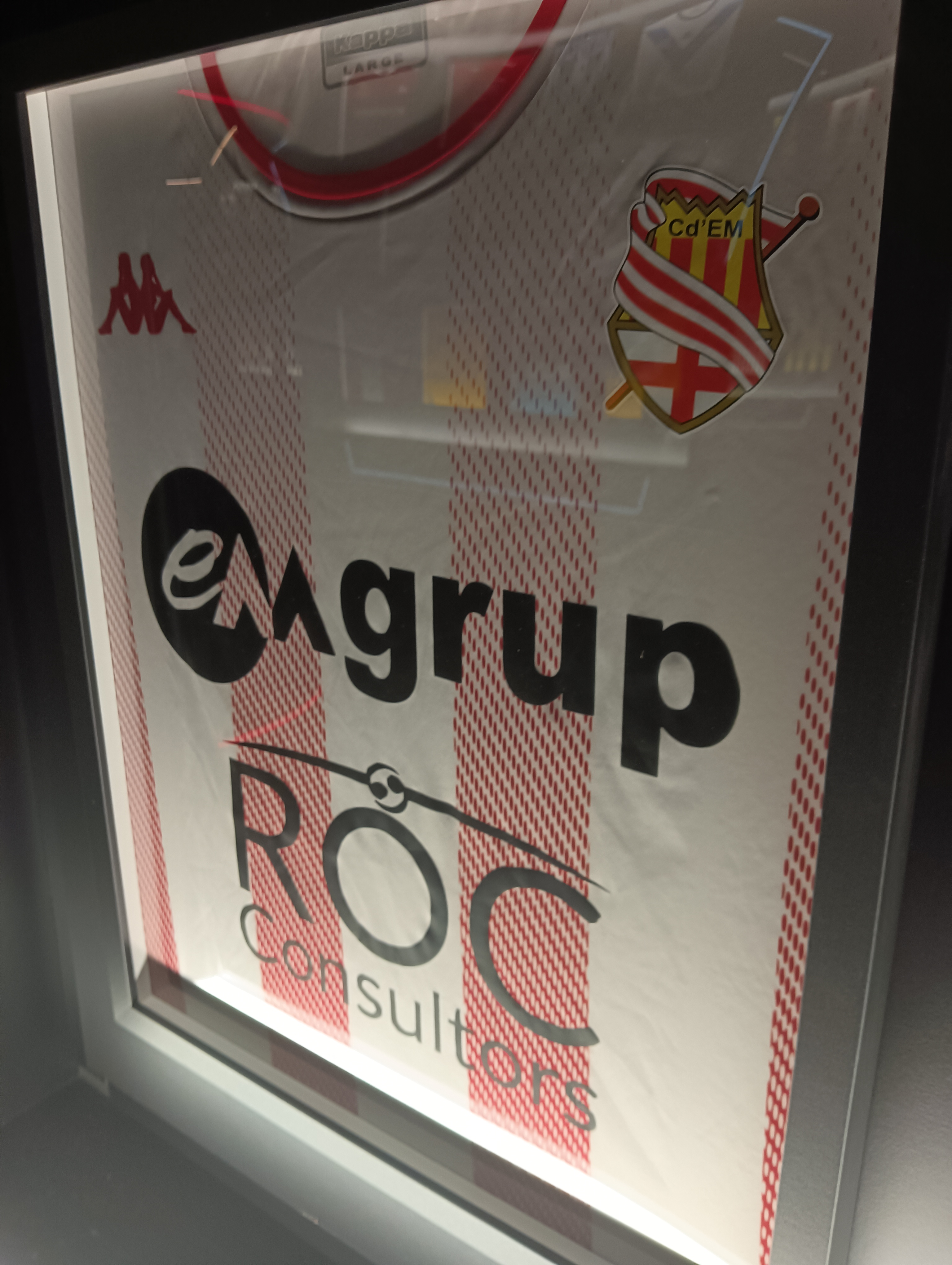
Samareta Manresa.

  - 1954-55, 1959-60, 1960-61 (subcampió)
- Copa Catalunya Amateur:
  - 2014
- Primera Catalana:
  - 1973-74, 1990-91, 1997-98, 2000-01
- Segona Catalana:
  - 1979-80, 2013-14

## Temporades
Fins a l'any 2011-12 el club ha militat 38 temporades a Tercera Divisió i 8 a Primera Catalana.
| - 1950-51: 3a Divisió 9è - 1951-52: 3a Divisió 5è - 1952-53: 3a Divisió 7è - 1953-54: 3a Divisió 5è - 1954-55: 3a Divisió 2n - 1955-56: 3a Divisió 1r - 1956-57: 3a Divisió 3r - 1957-58: 3a Divisió 12è - 1958-59: 3a Divisió 8è - 1959-60: 3a Divisió 2n - 1960-61: 3a Divisió 2n - 1961-62: 3a Divisió 7è - 1962-63: 3a Divisió 5è - 1963-64: 3a Divisió 14è - 1964-65: 3a Divisió 15è - 1965-66: 3a Divisió 15è - 1966-67: 3a Divisió 13è |  | - 1967-68: 3a Divisió 20è - 1968-74: Regional Preferent - 1974-75: 3a Divisió 4t - 1975-76: 3a Divisió 17è - 1976-79: Regional Preferent - 1979-80: Primera Regional - 1980-82: Regional Preferent - 1982-83: 3a Divisió 12è - 1983-84: 3a Divisió 7è - 1984-85: 3a Divisió 13è - 1985-86: 3a Divisió 5è - 1986-87: 3a Divisió 10è - 1987-88: 3a Divisió 15è - 1988-89: 3a Divisió 7è - 1989-90: 3a Divisió 20è - 1990-91: Regional Preferent - 1991-92: 3a Divisió 11è |  | - 1992-93: 3a Divisió 19è - 1993-94: Primera Div. Catalana 2n - 1994-95: 3a Divisió 17è - 1995-96: Primera Div. Catalana 9è - 1996-97: Primera Div. Catalana 15è - 1997-98: Regional Preferent - 1998-09: Primera Div. Catalana 8è - 1999-00: Primera Div. Catalana 12è - 2000-01: Primera Div. Catalana 1r - 2001-02: 3a Divisió 16è - 2002-03: 3a Divisió 13è - 2003-04: 3a Divisió 14è - 2004-05: 3a Divisió 17è - 2005-06: 3a Divisió 5è - 2006-07: 3a Divisió 10è - 2007-08: 3a Divisió 19è - 2008-09: Primera Div. Catalana 18è |  | - 2009-10: Territorial Preferent G1 13è - 2010-11: Territorial Preferent G1 5è - 2011-12: Primera Catalana G1 17è - 2012-13: Segona Catalana G4 3è - 2013-14: Segona Catalana G2 1è - 2014-15: Primera Catalana 3è - 2015-16: Primera Catalana 4t - 2016-17: Primera Catalana 10è - 2017-18: Primera Catalana 2n - 2018-19: Primera Catalana 2n - 2019-20: 3a Divisió 10è - 2020-21: 3a Divisió 5è - 2021-22: Tercera RFEF 1r - 2022-23: Segona RFEF |

 Copa Generalitat

## Estadi
Els primers terrenys de joc del Manresa foren els camps de Sant Ignasi on disputava els seus partits el Manresa Football Club. L'any 1909 es va traslladar al camp dels Barrets, a l'actual factoria Pirelli. El següent terreny va estar situat a l'actual carrer de Barcelona (antic camí de l'Escorxador) i rebia el nom de camp de les Arenes. Era el 1914.
Ja com a Centre d'Esports Manresa, l'any 1920, es va traslladar al camp del Catalònia Park, situat, també, a l'actual carrer Barcelona. Però el camp més representatiu del club fou el camp del Pujolet, inaugurat el 4 i 5 d'abril de 1926, on hi va jugar fins a l'any 1985. El 25 d'agost del mateix any es disputà el primer partit al Nou Estadi Municipal del Congost, actual estadi del club.